# Alexandre Berkman
Pour les articles homonymes, voir Berkman.
Alexandre Berkman, né le 21 novembre 1870 à Vilnius (Lituanie dans l'Empire russe) et mort le 28 juin 1936 à Nice (France), est un écrivain et militant anarchiste russe d'origine juive, qui vécut aux États-Unis, où il fut un membre important du mouvement libertaire.
Il collabore étroitement avec Emma Goldman, une autre anarchiste russe avec qui il organise de nombreuses campagnes antimilitaristes contre la conscription pendant la Première Guerre mondiale et pour les droits civils.
En 1892, il est condamné à vingt-deux ans de prison pour une tentative ratée d'assassinat de l'industriel Henry Clay Frick.
En 1919, il est expulsé des États-Unis, avec Emma Goldman et plusieurs centaines de militants libertaires, vers la Russie soviétique lors de la première grande « Peur rouge » (1917-1920). Déçu par la réalité autoritaire du pouvoir bolchevique, il fuit vers l'Allemagne après la violente répression de la révolte de Kronstadt (1921). Il continue à dénoncer le régime soviétique jusqu'à sa mort en 1936.

## Jeunesse
Ovseï Ossipovitch Berkmann est le fils d'un prospère homme d'affaires. Il grandit à Saint-Pétersbourg, capitale de l'Empire russe, où on le connaît sous le nom d'Alexandre, plus commun dans ce pays. Il est  plus tard appelé par ses amis Sacha (ou Sasha, surnom populaire pour Alexandre). Ses deux parents meurent dans son adolescence, et il émigre alors aux États-Unis, à l'âge de dix-sept ans. Il est le neveu du révolutionnaire russe Mark Natanson.
Aux États-Unis, il s'implique rapidement dans l'activisme politique et s'intéresse au socialisme et à l'anarchisme par son engagement dans la campagne de libération des hommes accusés pour l'attentat de Haymarket Square. À New York, il s'installe dans le quartier du Lower East Side, où il contribue régulièrement à Fraye Arbeter Shtime, journal yiddishophone d'obédience socialiste et anarchiste, et rencontre Emma Goldman, également immigrante russe litvak, originaire de Kovno, avec qui il a une brève relation. Cette femme, qui devint plus tard chef de file du mouvement anarchiste, resta très proche de Berkman tout au long de sa vie.

## L'attaque

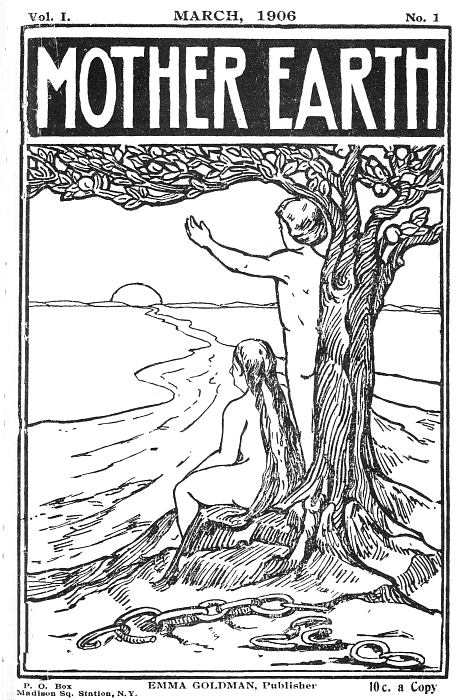
Mother Earth no 1, 1er mars 1906.

Une des influences communes à Berkman et Goldman était l'anarchiste allemand Johann Most. En 1892, à 22 ans, Berkman — influencé par le soutien de Most à la Propagande par le fait — essaya d'assassiner Henry Clay Frick, riche industriel impliqué dans un conflit avec des ouvriers de Homestead, en Pennsylvanie. Les syndicats du fer et de l'acier réunis avaient appelé leurs membres à aller faire la grève à l'aciérie de Homestead, propriété de Frick et d'Andrew Carnegie. Frick avait pris la décision controversée de faire appel à 300 casseurs de grève armés. Les grévistes les attendaient et un combat long d'une journée prit place. Dix hommes furent tués et soixante autres blessés avant que le gouverneur ne déclare la loi martiale. Berkman, qui réussit à entrer dans le bureau de Frick, lui tira deux balles dans le cou et rata son troisième coup. Il lui asséna ensuite deux coups de couteau empoisonné mais Frick survécut à l'attaque. Berkman a été accusé de meurtre prémédité et fut condamné à vingt-deux ans de prison. Il n'en purgea que quatorze et fut remis en liberté en mai 1906.
Une fois libre, Berkman, physiquement et moralement affaibli, rejoignit Goldman comme figure du mouvement anarchiste aux États-Unis. De 1908 à 1915, il contribua à son magazine Mother Earth puis il publia de 1916 à 1917 son propre magazine à San Francisco, The Blast, avant de collaborer à nouveau avec Goldman pour le Mother Earth Bulletin. Pendant cette période, Berkman enseigna, aida des chômeurs et des ouvriers et milita pour les droits civils. Berkman relata ses Mémoires de prisonnier dans son Prison Memoirs of an Anarchist qui l'aida à faire le deuil de cette expérience et lui donna un nouveau regard sur la vie.

## Le désenchantement en Russie: 1919-1922
En 1919, Alexander Berkman est expulsé vers la Russie soviétique en compagnie d'Emma Goldman et de 247 autres Américains (socialistes, anarchistes, syndicalistes). Ils y arrivent pleins d'illusions et prêts à donner le meilleur d'eux-mêmes pour aider à créer « le paradis des travailleurs ». Très tôt ils découvrent le côté sombre de ce paradis : la révolution s'auto-dévore. Bureaucratie et répression écrasent les derniers vestiges révolutionnaires.
Dans son livre Le mythe bolchevik, Berkman raconte non seulement son périple dans la Russie des années 1920, de Moscou à la Sibérie en passant par la Géorgie, mais surtout comment il passe d'un soutien sans faille aux bolcheviques à son opposition frontale contre un système qui derrière l'aura émancipatrice cachait en réalité un régime basé sur l'arbitraire, les privilèges personnels, la création d'une caste privilégiée au sein du Parti communiste et la répression de toute liberté. Berkman livre un témoignage essentiel sur la Révolution russe, sa dérive totalitaire et la folie criminelle de la bureaucratie bolchevique juste avant l'Insurrection de Kronstadt en 1921 dans ce qui fut appelé longtemps « la patrie des travailleurs ».

### L'insurrection de Kronstadt
L'insurrection de Kronstadt en 1921 représente un tournant dans l'histoire du régime soviétique, une rupture qui démontrait les effets de la bureaucratisation rapide du Parti communiste. Face aux demandes de liberté et égalité provenant des marins et soldats de la ville de Kronstadt, les bolcheviques, avec Trotsky en tête, répondent à coups de fusil et de canons, ce qui aboutit à un bain de sang.
Alexander Berkman écrit La rébellion de Kronstadt, qui est un des premiers textes dénonçant publiquement les événements de Kronstadt face à la chape de silence imposée par les bolcheviks. Le texte de Berkman pointe du doigt le problème de toute révolution menée par une avant-garde et comment cette élite devient réactionnaire lorsque l'on touche à ses privilèges.

## Œuvres
Traduit de l'américain : 
- Le mythe bolchevik. Journal 1920-1922, (États-Unis, 1932), Éditions la Digitale, 1987, rééd. 1996.
- Letters from Russian Prisons
- La Rébellion de Kronstadt et autres textes, Éditions la Digitale, 2007.
- Qu'est-ce que l'anarchisme ?, préface Emma Goldman, L'Échappée, 2010,  (ISBN 9782373090703).
- Mémoires de prison d'un anarchiste, Presse de la Renaissance, 1977.
- Le mythe bolchevik : journal 1920-1922, préface Miguel Abensour et Louis Janover, Klincksieck, 2017.
- Mémoires de prison d'un anarchiste, L'échappée, 2020. Nouvelle traduction de Jacqueline Reuss et Hervé Denès. Avant-propos d'Hervé Denès et préface de Jacqueline Reuss.